# Campionati italiani primaverili di nuoto 1986
I trentatreesimi campionati italiani primaverili di nuoto si sono svolti a Torino dal 28 febbraio al 2 marzo 1986. È stata utilizzata la vasca da 25 metri.

## Podi

### Uomini
| Evento               | Oro                                                                               | Tempo    | Argento | Tempo | Bronzo | Tempo |
| Stile libero         |                                                                                   |          |         |       |        |       |
| 50 m                 | Giovanni Franceschi                                                               | 22"64    |         | -     |        | -     |
| 100 m                | Giovanni Franceschi                                                               | 49"68    |         | -     |        | -     |
| 200 m                | Giovanni Franceschi                                                               | 1'48"74  |         | -     |        | -     |
| 400 m                | Alessandro Ciucci                                                                 | 3'50"82  |         | -     |        | -     |
| 1500 m               | Alessandro Ciucci                                                                 | 15'13"99 |         | -     |        | -     |
| Dorso                |                                                                                   |          |         |       |        |       |
| 100 m                | Giovanni Franceschi                                                               | 56"48    |         | -     |        | -     |
| 200 m                | Andrea Santi                                                                      | 2'04"05  |         | -     |        | -     |
| Rana                 |                                                                                   |          |         |       |        |       |
| 100 m                | Marco Del Prete                                                                   | 1'01"75  |         | -     |        | -     |
| 200 m                | Marco Del Prete                                                                   | 2'14"34  |         | -     |        | -     |
| Farfalla             |                                                                                   |          |         |       |        |       |
| 100 m                | Fabrizio Rampazzo                                                                 | 54"94    |         | -     |        | -     |
| 200 m                | Roberto Cassio                                                                    | 2'00"97  |         | -     |        | -     |
| Misti                |                                                                                   |          |         |       |        |       |
| 200 m                | Roberto Cassio                                                                    | 2'01"59  |         | -     |        | -     |
| 400 m                | Roberto Cassio                                                                    | 4'14"73  |         | -     |        | -     |
| Staffette            |                                                                                   |          |         |       |        |       |
| 4x100 m stile libero | SC Arbizzano Marco Colombo Stefano Corradi Marcello Guarducci Fabrizio Rampazzo   | 3'24"63  |         | -     |        | -     |
| 4x200 m stile libero | SC Arbizzano Marco Colombo Daniele Armellini Marcello Guarducci Fabrizio Rampazzo | 7'27"05  |         | -     |        | -     |
| 4x100 m misti        | FF. OO. Roma Paolo Felotti Marco Tenderini Giovanni Franceschi Metello Savino     | 3'46"39  |         | -     |        | -     |

### Donne
| Evento               | Oro                                                                    | Tempo   | Argento | Tempo | Bronzo | Tempo |
| Stile libero         |                                                                        |         |         |       |        |       |
| 50 m                 | Silvia Persi                                                           | 26"19   |         | -     |        | -     |
| 100 m                | Silvia Persi                                                           | 56"32   |         | -     |        | -     |
| 200 m                | Tanya Vannini                                                          | 2'00"64 |         | -     |        | -     |
| 400 m                | Tanya Vannini                                                          | 4'10"05 |         | -     |        | -     |
| 800 m                | Tanya Vannini                                                          | 8'47"83 |         | -     |        | -     |
| Dorso                |                                                                        |         |         |       |        |       |
| 100 m                | Manuela Carosi                                                         | 1'02"37 |         | -     |        | -     |
| 200 m                | Manuela Carosi                                                         | 2'14"97 |         | -     |        | -     |
| Rana                 |                                                                        |         |         |       |        |       |
| 100 m                | Laura Dusio                                                            | 1'10"62 |         | -     |        | -     |
| 200 m                | Laura Dusio                                                            | 2'31"58 |         | -     |        | -     |
| Farfalla             |                                                                        |         |         |       |        |       |
| 100 m                | Ilaria Tocchini                                                        | 1'00"95 |         | -     |        | -     |
| 200 m                | Ilaria Tocchini                                                        | 2'13"83 |         | -     |        | -     |
| Misti                |                                                                        |         |         |       |        |       |
| 200 m                | Ilaria Tocchini                                                        | 2'18"04 |         | -     |        | -     |
| 400 m                | Roberta Felotti                                                        | 4'50"34 |         | -     |        | -     |
| Staffette            |                                                                        |         |         |       |        |       |
| 4x100 m stile libero | Roma Nuoto Manuela Carosi Perinelli Roberta Cantiani Silvia Persi      | 3'52"96 |         | -     |        | -     |
| 4x200 m stile libero | Roma Nuoto Silvia Persi Francesca Coleine Manila Cavero Manuela Carosi | 8'27"42 |         | -     |        | -     |
| 4x100 m stile misti  | Roma Nuoto Martina Giuliani Laura Belotti Manuela Carosi Silvia Persi  | 4'17"76 |         | -     |        | -     |